# Вьялицына, Анна Сергеевна
А́нна Серге́евна Вьяли́цына (англ. Anne Vyalitsyna; род. 19 марта 1986, Горький), также известна под именем Anne V (Энн Ви) — российская и американская супермодель.

## Биография
Анна родилась в Горьком (ныне — Нижний Новгород) в семье врачей. Отец Сергей Аркадьевич Вьялицын — спортивный доктор ФК «Волга», мать — педиатр. В возрасте 15 лет начала модельную карьеру после того, как агенты IMG Models заметили её в Санкт-Петербурге в поисках новых лиц для MTV’s Fashionably Loud Europe. Она прошла кастинг и заключила контракт с IMG Paris, а позднее — с IMG New York.

### Карьера
Анна работала с такими дизайнерами и брендами, как Alberta Ferretti, Alexander McQueen, Anna Sui, Calvin Klein, Christian Lacroix, Carolina Herrera, Dolce & Gabbana, Emanuel Ungaro, Fendi, Givenchy, Gucci, Helmut Lang, Hussein Chalayan, Issey Miyake, Julien McDonald, Chloé, Louis Vuitton, Marc Jacobs, Max Mara, Moschino, Narciso Rodriguez, Oscar de la Renta, Prada, Ralph Lauren, Roberto Cavalli, Sonia Rykiel, Versace, Anna Molinari, DKNY, Escada, Iceberg, Lancetti, Versus, Victoria’s Secret,Yohji Yamamoto и Zara, а также представляла аромат Chance от Chanel.
Она появлялась на обложках журналов Vogue, ELLE, Glamour и Gloss, в выпусках Sports Illustrated Swimsuit Issue за 2005—2009 годы. Снималась в клипах «Out Is Through» Аланис Мориссетт, а также Maroon 5 «Misery» и «Never Gonna Leave This Bed».
Входит в так называемую «группу трёх V» — по начальным буквам фамилий самых успешных и востребованных в начале 2000-х годов российских моделей — Натальи Водяновой, Анны Вьялицыной и Евгении Володиной.

### Личная жизнь
По заявлениям таблоидов с конца 2009 года недолгое время встречалась с американским актёром Леонардо Ди Каприо. Впрочем, сама неоднократно опровергала эту информацию, заявляя лишь о дружеских отношениях с Ди Каприо. Имела романтическую связь с вокалистом группы Maroon 5 Адамом Левином, однако в апреле 2012 года после двух лет отношений пара распалась.
С начала 2013 года по февраль 2014 года Вьялицына встречалась с питчером американского профессионального бейсбольного клуба «Нью-Йорк Метс» Мэттом Харви.
С 2014 года Анна встречалась со старшим вице-президентом компании Yahoo Адамом Кэханом. 25 июня 2015 года у пары родилась дочь Аляска. В 2016 году Анна объявила в социальных сетях о помолвке с Кэханом, однако четыре года спустя пара распалась.

## Фильмография
| Год  |   | Русское название                            | Оригинальное название  | Роль |
| ---- | - | ------------------------------------------- | ---------------------- | ---- |
| 2013 | ф | Крепкий орешек: Хороший день, чтобы умереть | A Good Day to Die Hard |      |
| 2014 | ф | Колыбельная                                 | Lullaby                |      |